# Mardiros (ormiański współpatriarcha Jerozolimy)
Mardiros (ur. ?, zm. ?) – w roku 1399 ormiański współpatriarcha Jerozolimy